# Mundilfari (mjesec)
Mundilfari (također Saturn XXV) je prirodni satelit planeta Saturn otkriven 2000. godine. Vanjski nepravilni satelit iz Nordijske grupe s oko 5.6 kilometara u promjeru i orbitalnim periodom od 928.806 dana.